# Guaraçaí (São Paulo)
Guaraçaí es un municipio brasileño del estado de São Paulo. Se localiza a una latitud 21º01'42" Sur y a una longitud 51º12'24" Oeste, estando a una altitud de 440 metros y 616 km de la capital. Su población estimada en 2004 era de 9.202 habitantes y en 2005 su población era de 9.270 habitantes.
Posee un área de 568,4 km, también es considerada la Capital del Abacaxi en el estado de São Paulo.

## Clima
El clima de Guaraçaí  puede ser clasificado como clima tropical de sabana (Aw), de acuerdo con la clasificación climática de Köppen.

## Demografía
Datos del Censo - 2000
Población total: 8.894
- Urbana: 6.683
- Rural: 2.211
  - Hombres: 4.489
  - Mujeres: 4.405

Densidad demográfica (hab./km²): 15,65
Mortalidad infantil hasta 1 año (por mil): 16,72
Expectativa de vida (años): 70,77
Tasa de fertilidad (hijos por mujer): 1,89
Tasa de alfabetización: 87,82%
Índice de Desarrollo Humano (IDH-M): 0,771
- IDH-M Salario: 0,693
- IDH-M Longevidad: 0,763
- IDH-M Educación: 0,856

(Fuente: IPEAFecha)

## Hidrografía
- Río Tietê
- Río Aguapeí

## Carreteras
- SP-300 - Carretera Marechal Rondon

## Administración
- Prefecto: Alceu Cândido Caetano-PSDB (2009/2012)
- Viceprefecto: Cleuza Caldato
- Presidente de la cámara: Airton Gomes(2009/2010)

## Religión
El Cristianismo está presente en la ciudad de la siguiente manera:

### Iglesia Católica
La iglesia católica del municipio forma parte de la Diócesis de Araçatuba.

### Iglesia Protestante
En la ciudad están presentes las más diversas creencias evangélicas, principalmente pentecostales, incluidas las Asambleas de Dios de Brasil (la iglesia evangélica más grande del país), Congregación Cristiana, entre otras. Estas denominaciones están creciendo cada vez más en todo Brasil.